# МАЗ-206
МАЗ-206 — білоруський Напівнизькопідлоговий міський автобус середнього класу Мінського автомобільного заводу.
Всього виготовлено понад 2000 автобусів.

## Характеристика
Довжина автобуса і пасажиромісткість більше, ніж у МАЗ-256, але менше, ніж у міських автобусів класу МАЗ-103. МАЗ-206 може застосовуватися на не надто завантажених міських маршрутах, в якості службового або VIP-автобуса, а також на приміських маршрутах.
Автобус має низьку підлогу в передній частині, де розташований великий накопичувальний майданчик з місцем для інвалідного візка, а також невелика кількість сидінь. Відразу за другими дверима рівень підлоги підвищується — тут розташовані по два ряди сидінь з кожного боку. Усього є 25 сидячих місць.
Автобус оснащується двигуном Д-245.30 виробництва ММЗ МЗ потужністю 154 к.с., Deutz BF4M1013FC потужністю 170 к.с. або OM 904LA «Мерседес» потужністю 177 к.с., 6-ступінчастою гідромеханічної АКПП виробництва ZF серії Ecomat 4 або 6-ступінчастою МКПП ZF 6S700BO. Всі двигуни — рядні 4-циліндрові турбодизелі, автоматична коробка передач 6HP 504C — з гідротрансформатором, гідравлічним сповільнювачем і трьома планетарними рядами, ручна КПП — синхронізована з прямою 5-ю і підвищувальною 6-ю передачами.

## Історія
14 червня 2006 пройшла внутрішня презентація автобуса для керівництва і працівників Мінського автомобільного заводу.
У серпні 2006 року на Московському автосалоні МАЗ-206 був визнаний кращим міським автобусом.

Експлуатується в багатьох містах Білорусі, України, Росії, Естонії, Казахстану.

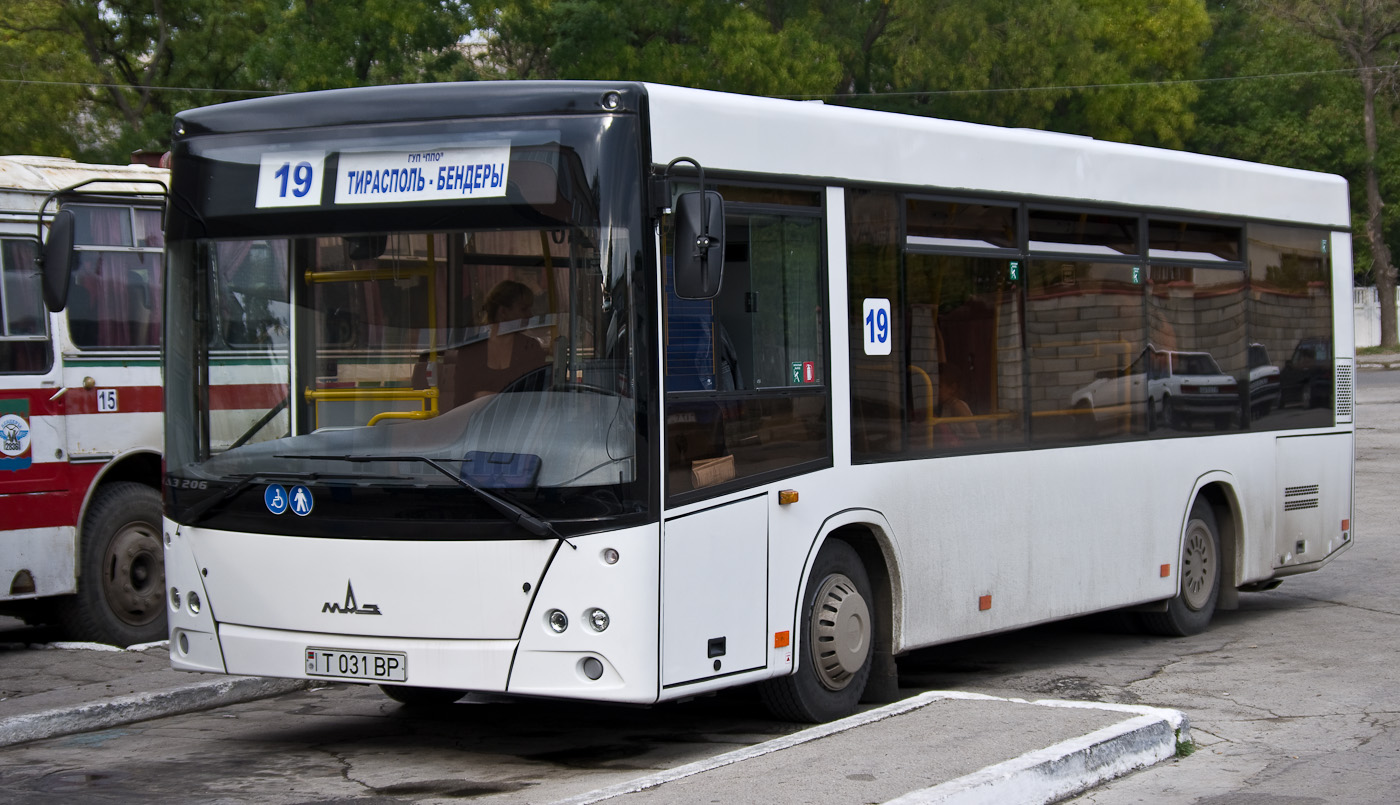
вид зліва (Тирасполь)
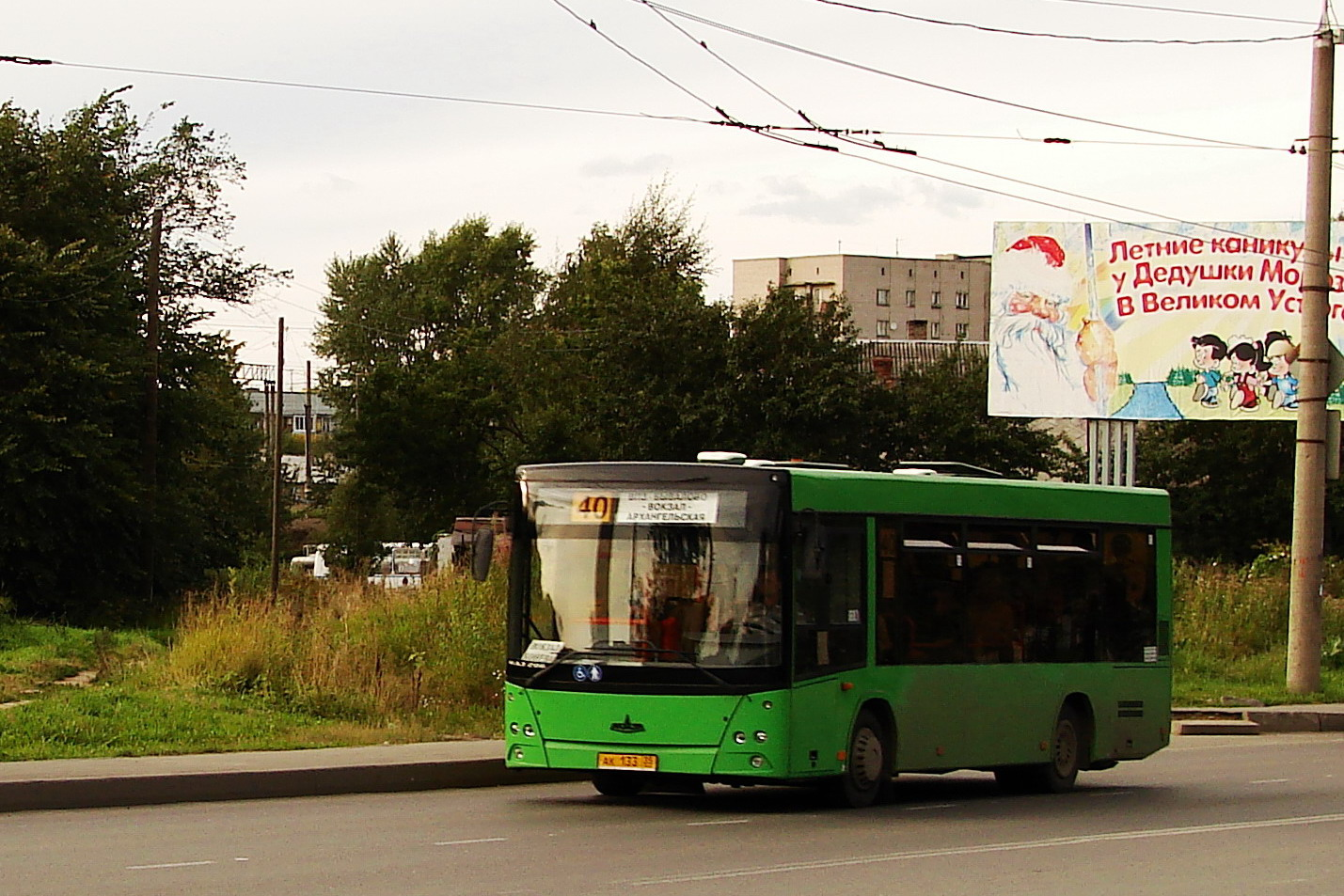
вид зліва (Вологда)
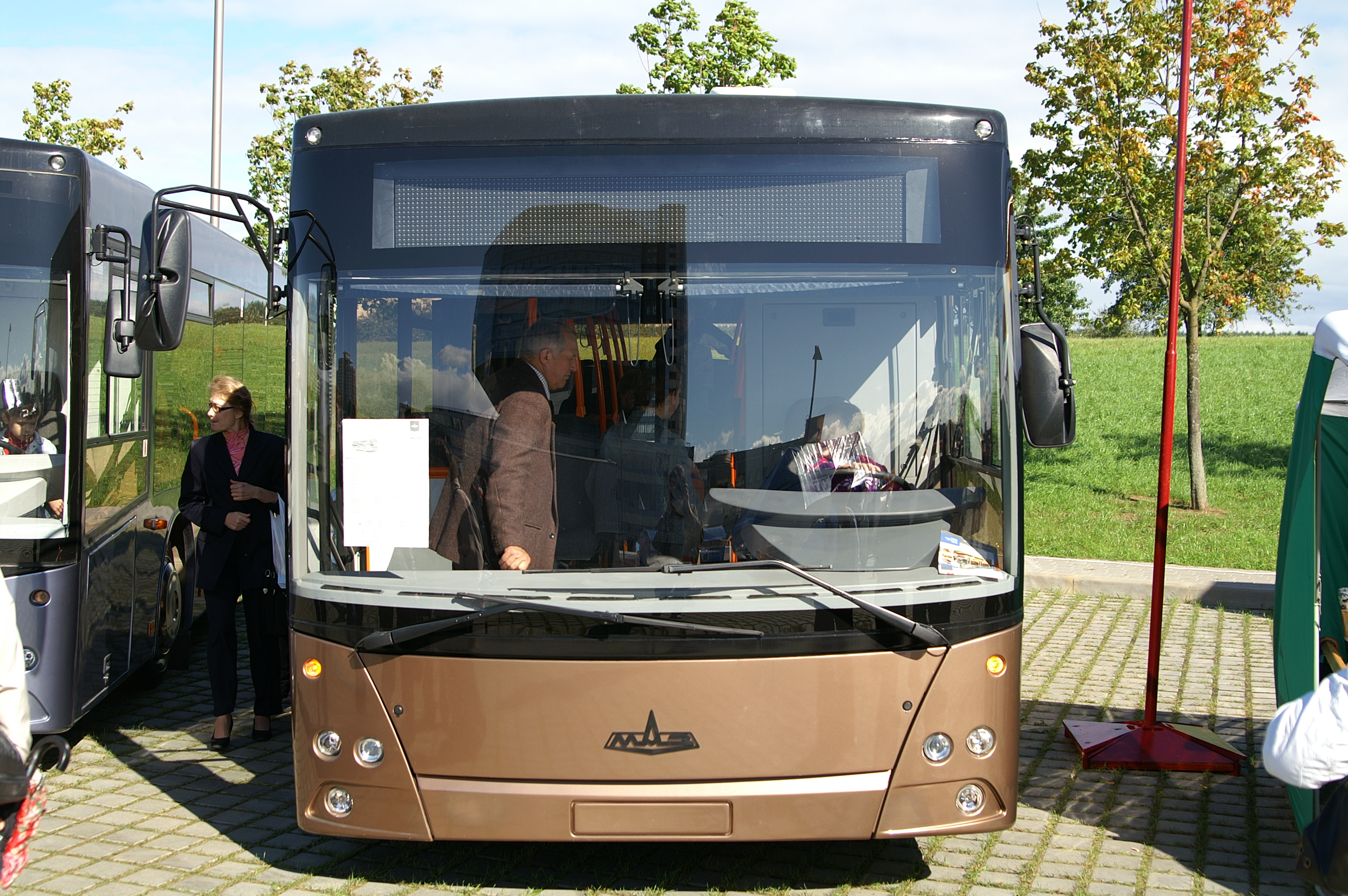
вид спереду (Мінськ)
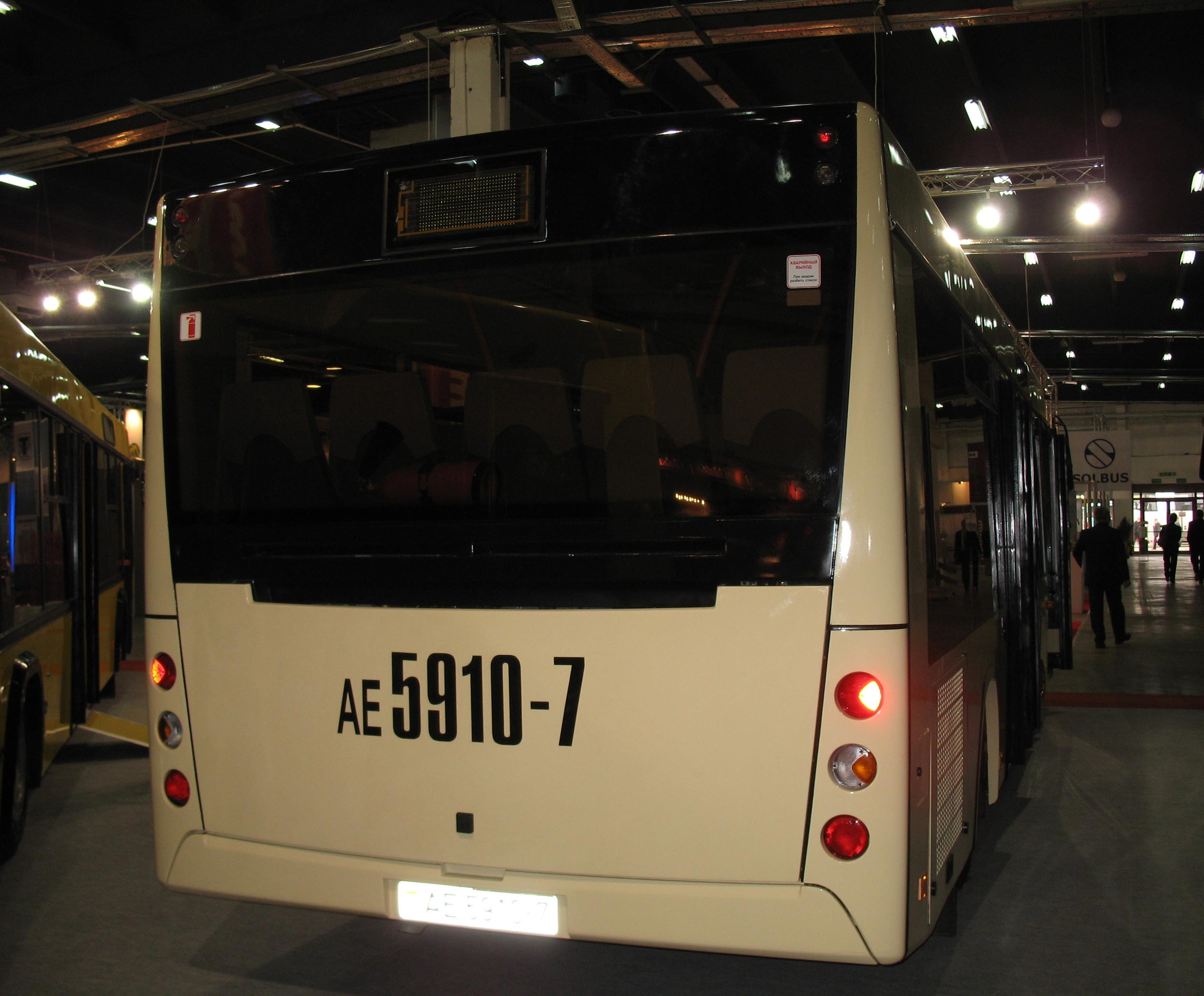
вигляд ззаду (Кельці)
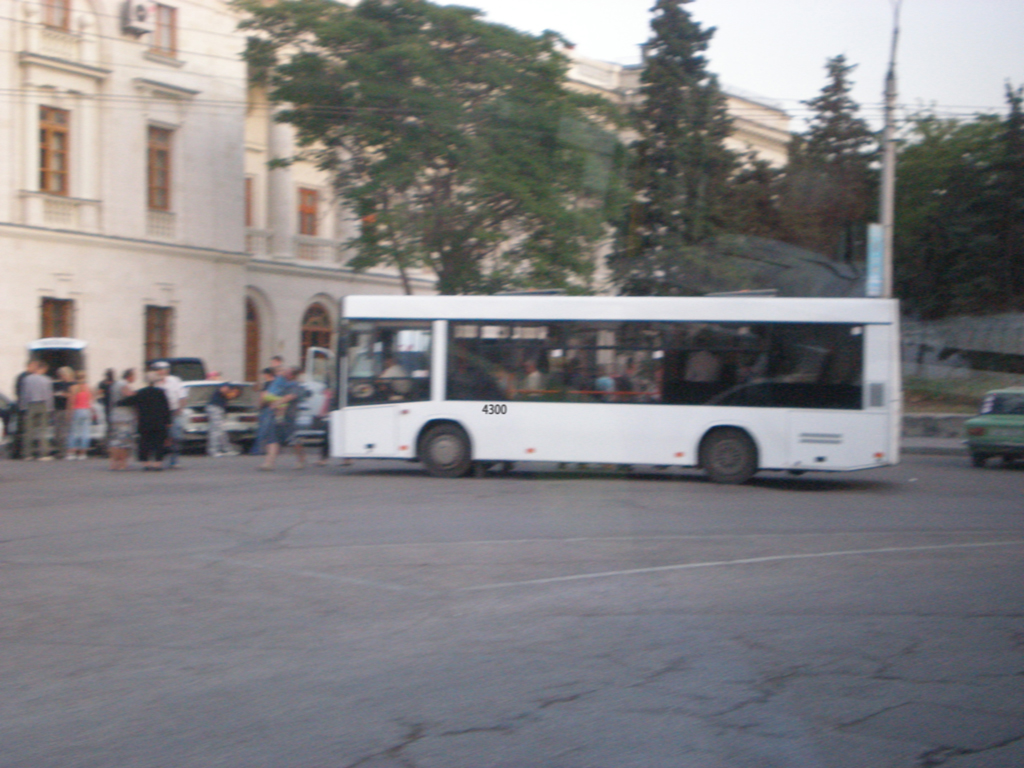
вид збоку зліва (Севастополь)

## Модифікації
- МАЗ-206.000
- МАЗ-206.060
- МАЗ-206.063
- МАЗ-206.066
- МАЗ-206.067
- МАЗ-206.068
- МАЗ-206.069
- МАЗ-206.085
- МАЗ-206.086

## Цікаві факти
- у Видному експлуатується тролейбус МАЗ-206Т, перероблений з автобуса.